# Andreas Giebel

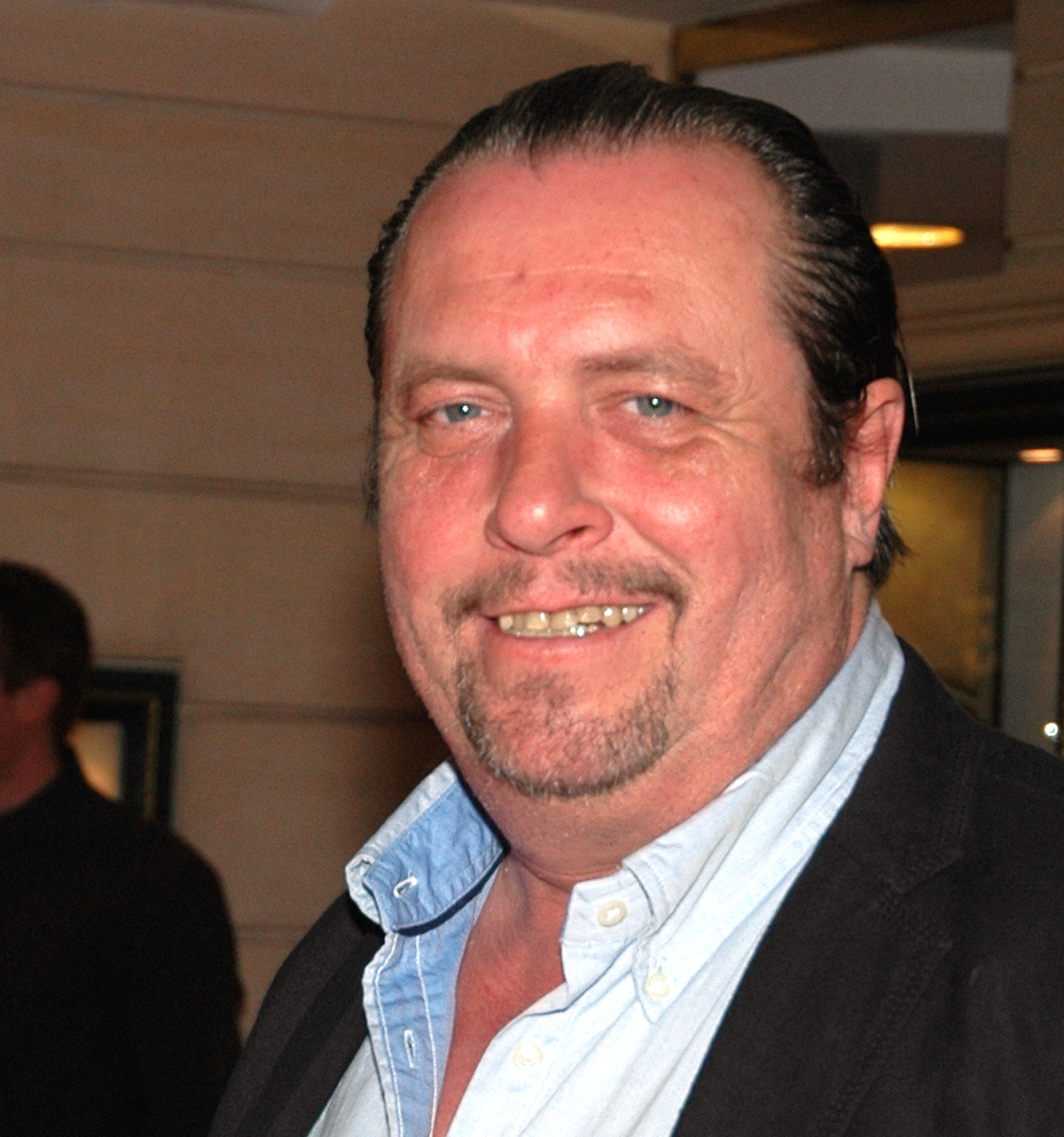
Andreas Giebel (2014)

Andreas Giebel (* 4. Juni 1958 in München) ist ein deutscher Kabarettist und Schauspieler.

## Leben
Der Sohn eines Arztes wuchs mit zwei Brüdern in München auf. Bevor er den Weg zum Kabarett fand, erlernte er den Beruf des Dekorateurs, um später Bühnenbildner werden zu können. Später arbeitete er als Masseur und war schließlich Hausmeister an der Dom-Pedro-Grundschule in München.

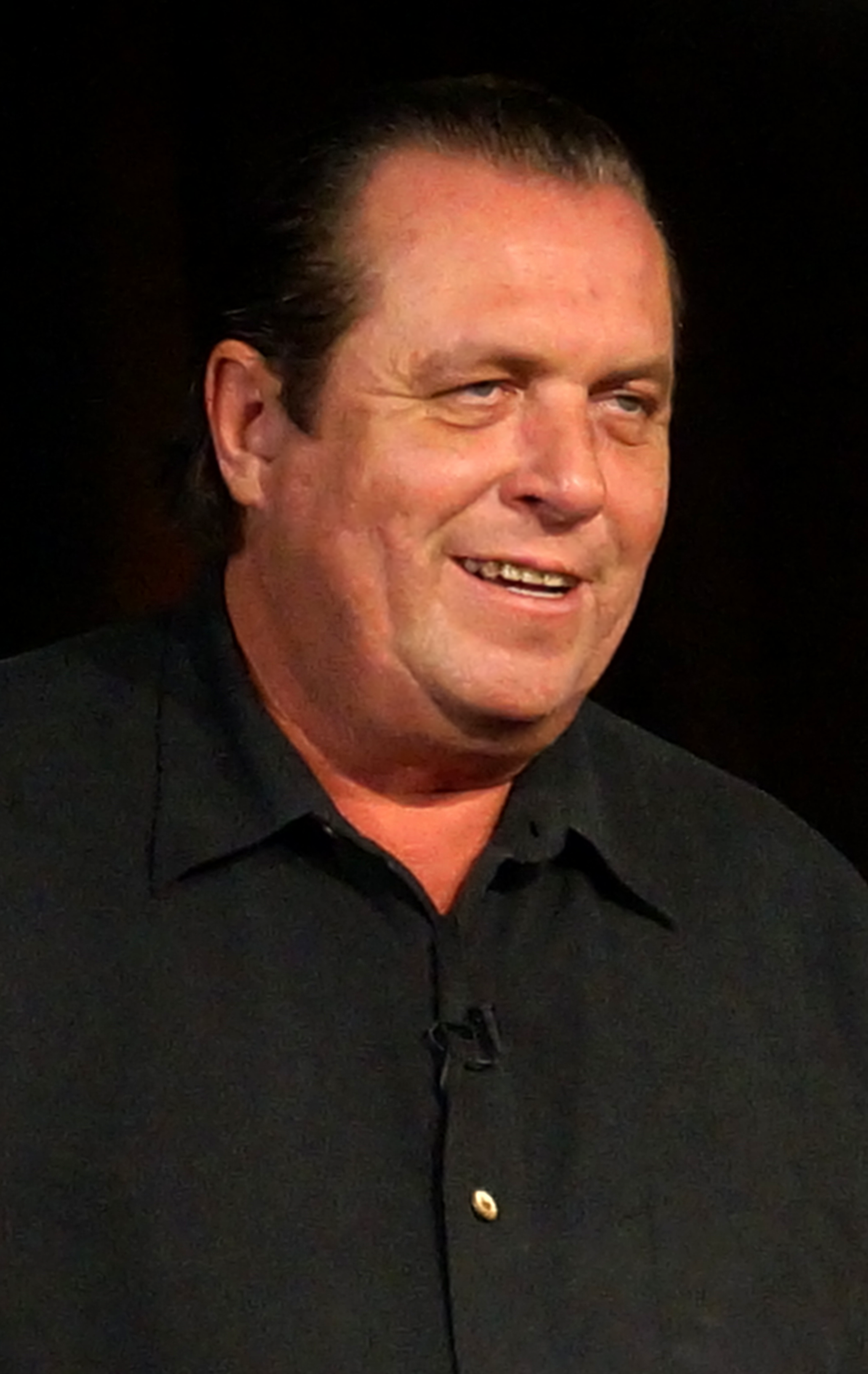
Andreas Giebel (2013)

Mit 21 Jahren trat Giebel erstmals mit eigenen Texten auf. 1984 präsentierte Giebel sein erstes abendfüllendes Bühnenprogramm Der Mensch ist sein Fehler!, nach erfolgreicher Bewerbung wurde ihm im Jahr darauf das Passauer Scharfrichterbeil verliehen. Seit 1986 widmet er sich hauptberuflich dem Kabarett. Seitdem sind zahlreiche Soloprogramme entstanden, darunter Vom Heben gezeichnet (2000) und ... Der Sonne entgegen! (2003). 1991 trat er erstmals zusammen mit Urban Priol mit dem Programm Gehn tut alles auf, dem mit Mehr untenrum ein weiteres Duoprogramm folgte. Gemeinsam mit Georg Schramm brachte Giebel 1999 mit Störtebeker einen Schwank in zwei Akten auf die Bühne. Neben Auftritten in aktuell ausgestrahlten Kabarettsendungen wie Grünwald Freitagscomedy oder Neues aus der Anstalt war er häufig Gast bei Ottfried Fischer in Ottis Schlachthof. 2007 feierte Giebels achtes Soloprogramm Im Sammelbecken der Leidenschaft Premiere, 2011 gefolgt von Das Rauschen in den Bäumen. Andreas Giebel wurde mit dem Deutschen Kleinkunstpreis, dem Bayerischen Kabarettpreis und dem Deutschen Kabarettpreis ausgezeichnet.
Andreas Giebel wirkte als Darsteller in dem Sigi-Zimmerschied-Film Schartl mit und spielte 1993 eine erste Hauptrolle in der Tatort-Folge Alles Palermo von Josef Rödl. In Marcus H. Rosenmüllers Verfilmung der Lebensgeschichte des Räuber Kneißl wirkte Giebel 2008 ebenso mit wie in Oliver Mielkes Kinokomödie Ossi’s Eleven. 2009 spielte er in der Komödie Die göttliche Sophie den Molkereibesitzer Johann Schüssler. Neben Eva Mähl, Christian Springer, Michael Altinger und Günter Grünwald war Giebel in der Sketchreihe Die Komiker zu sehen. Nach Gastauftritten in der BR-Serie Café Meineid entdeckte Regisseur Franz Xaver Bogner Giebel als Serienschauspieler und besetzte ihn mit der Rolle des ebenso pragmatischen, wie mit regionaltypisch bärbeißigem Humor auftretenden Polizeihauptmeisters Xaver Bartl in München 7. Seit 2006 gehörte er als KHK Prantl bei den Rosenheim-Cops in bislang 24 Folgen zu den Vertretern Joseph Hannesschlägers. In der Fernsehkomödie Wer hat Angst vorm weißen Mann? von 2013 spielte Giebel die Hauptrolle eines Untoten in Gestalt des fremdenfeindlichen erzkonservativen Metzgermeisters Franz Rissmeyer und übernahm kurz danach in Rosenmüllers Trilogie Beste Zeit, Beste Gegend und Beste Chance die Rolle als Katis Vater. Seit 2019 spielt er die Hauptrolle als Kriminalhauptkommissar Benedikt Beissl in Watzmann ermittelt. Bisher wirkte er in über 40 Film-und-Fernsehproduktionen mit.
Andreas Giebel ist Vater von vier Töchtern und lebt in München-Großhadern. Seit 2008 ist er Schirmherr des Spendenprojekts „Hilfe für Kids“ des Kreisjugendring München-Stadt, mit dem von Armut betroffene und sozial benachteiligte Kinder und Jugendliche unterstützt werden.

## Soloprogramme
- 1984: Der Mensch ist sein Fehler
- 1986: Der beste Mensch der Welt
- 1987: Wenn da Boaznhocka dramd
- 1989: Zwecks fester Lösung locker binden
- 1989: Zaghaft Schlachten (Best of)
- 1996: Alpenvirus
- 2000: Vom Heben gezeichnet
- 2003: ... Der Sonne entgegen!
- 2007: Im Sammelbecken der Leidenschaft
- 2011: Das Rauschen in den Bäumen

## Filmografie
- 1992: Der unsichtbare Freund
- 1993: Tatort – Alles Palermo (Fernsehreihe)
- 1994: Schartl
- 1999–2003: Die Komiker (Fernsehserie)
- 2003: Café Meineid (Fernsehserie, 1 Folge)
- 2004–2016: München 7 (Fernsehserie, 51 Folgen)
- 2006: König der Herzen
- 2006–2011: Die Rosenheim-Cops (Fernsehserie, 24 Folgen)
- 2007: Das große Hobeditzn (als Sprecher)
- 2007: Beste Zeit
- 2008: Beste Gegend
- 2008: Ossi’s Eleven
- 2008: Räuber Kneißl
- 2008: Mein Gott, Anna!
- 2008: Todsünde (Fernsehfilm)
- 2009: Die Perlmutterfarbe
- 2009: Schutzlos (Fernsehfilm)
- 2009: Die göttliche Sophie (Fernsehfilm)
- 2009–2015: SOKO München (Fernsehserie, 2 Folgen, verschiedene Rollen)
- 2009: Normal is des ned (Fernsehserie, 3 Folgen)
- 2010: Die letzten 30 Jahre (Fernsehfilm)
- 2010: Die Landärztin (Fernsehserie, 1 Folge)
- 2011: Föhnlage. Ein Alpenkrimi (Fernsehfilm nach dem gleichnamigen Roman von Jörg Maurer)
- 2011: Frühling (Fernsehreihe, 1 Folge)
- 2012: Polizeiruf 110: Schuld (Fernsehreihe)
- 2012–2015: Der Alte (Fernsehserie, 2 Folgen, verschiedene Rollen)
- 2013: Um Himmels Willen (Fernsehserie, 2 Folgen)
- 2013: Wer hat Angst vorm weißen Mann? – Regie: Wolfgang Murnberger
- 2014: Beste Chance
- 2014: Die reichen Leichen. Ein Starnbergkrimi
- 2015: Tatort: Die letzte Wiesn
- 2015: Vier Frauen und ein Todesfall (Fernsehserie, 3 Folgen)
- 2016: Hubert und Staller (Fernsehserie, 1 Folge)
- 2016: Eine unerhörte Frau
- 2016: Die Chefin (Fernsehserie, 1 Folge)
- 2017–2019: Hindafing (Fernsehserie, 12 Folgen)
- 2018: München Grill (Fernsehserie, 1 Folge)
- 2018: Zwei Herren im Anzug
- 2018: Schwarzach 23 und der Schädel des Saatans
- 2018: Bier Royal
- seit 2019: Watzmann ermittelt (Fernsehserie)

## Veröffentlichungen
- 2002: Vom Heben gezeichnet – ein Sherpa packt aus, Audio-CD ISBN 3-7857-1190-5
- 2009: Altstadtrebellen, Blessing Verlag, ISBN 978-3-89667-416-6

## Auszeichnungen
- 1985: Passauer Scharfrichterbeil
- 1988: St. Ingberter Pfanne

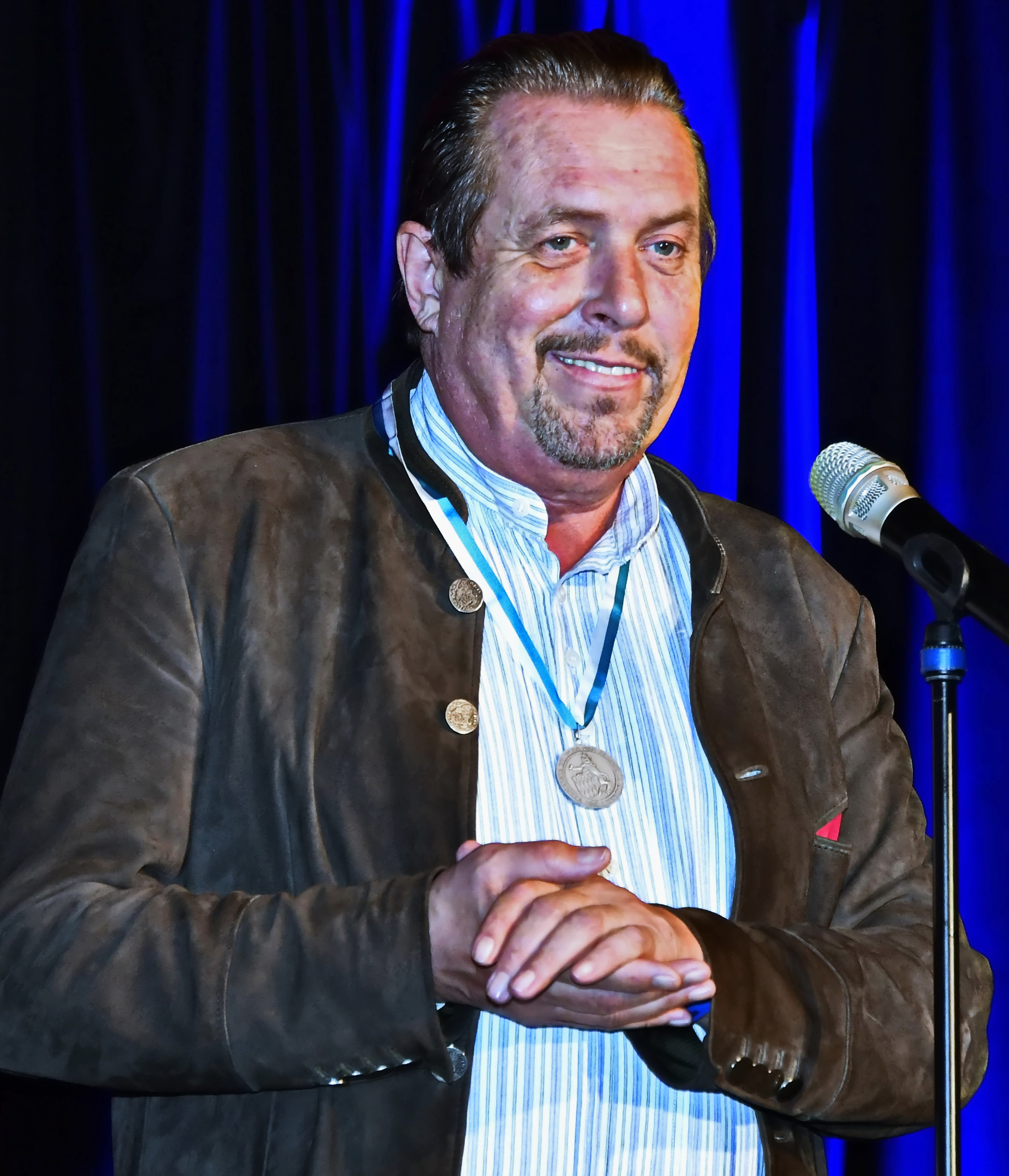
Bayerischer Poetentaler an Andreas Giebel, 2018

- 1989: Österreichischer Kleinkunstpreis Feldkirch
- 1996: Kabarettpreis der Landeshauptstadt München[7]
- 1996: AZ-Stern der Woche der Münchner Abendzeitung, tz-Rose der Münchner Tz
- 1996/97: Deutscher Kleinkunstpreis in der Kategorie Kabarett
- 2001: Bayerischer Kabarettpreis Hauptpreis
- 2005: Deutscher Kabarettpreis Hauptpreis
- 2006: Morenhovener Lupe
- 2011: Sigi-Sommer-Taler
- 2018: Bayerischer Poetentaler